# MV 아구스타 RVS 1
MV 아구스타 RVS 1(이탈리아어: MV Agusta RVS 1)은 MV 아구스타에서 2019년에 한정 생산했던 모터사이클이다.